# Ugo Conti (calciatore)
Ugo Conti (Pisa, 22 settembre 1916 – Livorno, 30 agosto 1983) è stato un calciatore e allenatore di calcio italiano, di ruolo centrocampista o attaccante.
È scomparso nel 1983 all'età di 66 anni a seguito di un malore improvviso.

## Carriera

### Giocatore
Ala sinistra, risulta uno dei 100 calciatori più prolifici di tutti i tempi della Serie A, essendo presente in tale classifica con 89 reti realizzate con le maglie di Fiorentina, Livorno, Genova e Lucchese, con cui si è aggiudicato anche il titolo di capocannoniere del girone B della Serie B nella stagione 1946-1947 con 27 reti. Il suo record di realizzazione in massima serie è della stagione 1947-48 con 19 realizzazioni all'attivo.
Nel 1943 è passato al Legnano e nel 1944-1945 ha disputato il Torneo Benefico Lombardo nelle file del Legnano, e poi l'anomalo campionato 1945-1946 con la maglia della Juventus.
Più volte convocato in Nazionale dall'allora commissario tecnico Vittorio Pozzo, non è tuttavia mai stato schierato in una gara ufficiale.

### Allenatore
Cessata l'attività agonistica, ha intrapreso quella di allenatore, iniziando a Crotone nella 1955-1956.
Passa al Livorno nel campionato 1957-1958, e nel campionato di Serie D 1961-1962 guida il Viareggio, venendo sostituito da Vinicio Viani dopo 19 giornate.
Successivamente ricopre prevalentemente il ruolo di secondo. In particolare, è stato il vice di Manlio Scopigno al Cagliari, sostituendolo sulla panchina durante la lunga squalifica nella stagione 1969-70 conclusasi con la vittoria dello scudetto da parte della compagine sarda. Nell'estate 1967 è il vice di Scopigno alla guida dei sardi che parteciparono al campionato statunitense, organizzato dalla United Soccer Association, in rappresentanza del Chicago Mustangs: accadde infatti che tale campionato fu disputato da formazioni europee e sudamericane per conto delle franchigie ufficialmente iscritte al campionato, che per ragioni di tempo non avevano potuto allestire le proprie squadre. I rossoblu chiusero al terzo posto nella Western Division, con 3 vittorie, 7 pareggi e 2 sconfitte, non qualificandosi per la finale.
Torna al Livorno due volte, l'ultima delle quali nel finale di stagione 1980-1981 quando riesce a evitare miracolosamente la Serie C2 battendo all'ultima giornata in extremis la Nocerina per 1-0.

## Palmarès

### Giocatore
- Campionato italiano di Serie B: 1

Lucchese: 1946-1947 (girone B)